# Eric Gairy

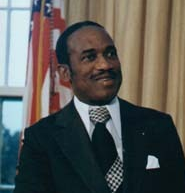
Eric Gairy, 1977

Sir Eric Matthew Gairy (* 18. Februar 1922 in der St. Andrew’s Parish; † 23. August 1997 in Grand Anse, Grenada) war ein grenadischer Politiker.

## Leben
Eric Gairy wurde in Dunfermline, einem kleinen Ort nahe Grenville in Grenada, geboren. Er war zunächst als Bauer und später als Volksschullehrer tätig. 1950 gründete er die Grenada Manual and Mental Workers Union, eine Gewerkschaft, die die Interessen der Plantagenarbeiter gegenüber der Pflanzeraristokratie Grenadas vertrat, und später die Grenada United Labour Party. Nicht zuletzt der Agitation der von ihm geführten Bewegungen war es zu verdanken, dass das Zensuswahlrecht abgeschafft wurde und bei der Wahl des Legislative Council 1951 erstmals alle Erwachsenen wahlberechtigt waren.
Von 1954 bis 1960 und von 1961 bis 1962 war Gairy Chief Minister. Allerdings musste er 1962 wegen Korruption zurücktreten. 1967 erlangte Grenada mit dem Status eines „Associate State“ die Selbstverwaltung in inneren Angelegenheiten. Gairy wurde daraufhin der erste Premierminister Grenadas. Doch schon bald erregte sein selbstherrlicher Regierungsstil Unwillen. Seiner Kritiker und Widersacher, unter anderem aus dem New Jewel Movement (NJM), fanden sind im Committee of Twenty-Two zusammen. Während seiner Amtszeit erlangte sein Land im Jahr 1974 die Unabhängigkeit von Großbritannien. Doch die staatlichen Veranstaltungen zur Feier der Unabhängigkeit wurden von Streiks und Demonstrationen unterlaufen. Die Demonstranten hielten Gairy vor, sein teures Festprogramm lediglich zur Zurschaustellung und Festigung seiner Macht zu inszenieren.
1977 adelte Königin Elisabeth II. Gairy als Knight Bachelor. Außer zu Großbritannien pflegte Gairy enge Beziehungen zu den USA und zu US-Geschäftsleuten. Mehrfach irritierte (oder amüsierte oder ärgerte) Gairy die Bevölkerung durch bizarre Vorhaben. So versuchte er (vergeblich), die Vereinten Nationen dazu zu bewegen, in Grenada eine Anlage zur Beobachtung von UFOs einzurichten. Der Führungsstil von Gairy wurde mit der Zeit zunehmend paranoid und war gekennzeichnet von massiven Verletzungen der Menschenrechte. So waren Übergriffe auf Gewerkschafter und die Medien, die Privilegierung seiner Unterstützer bzw. die Unterdrückung von politischen Gegnern, unter anderem durch eine ihm nahestehende Gruppierung namens „Mongoose Gang“, an der Tagesordnung. Gairy ließ dazu Militär und Polizei von Einheiten aus der chilenischen Militärdiktatur unter Augusto Pinochet trainieren.
Am 12. März 1979 flog Gairy nach New York, um vor den Vereinten Nationen über UFOs zu sprechen. In der folgenden Nacht überwältigten gut 40 bewaffnete Mitglieder des New Jewel Movement unter Führung des Oppositionsführers Maurice Bishop die Soldaten in der Kaserne im Valley of True Blue. So wurde Gairy am 13. März 1979 vom New Jewel Movement in einer nahezu gewaltfreien Revolution entmachtet.
Gairy blieb bis 1983 in den USA im Exil. Als die USA 1983 in Grenada intervenierten, kehrte Gairy zurück und trat zu den Präsidentschaftswahlen 1984 an. Doch trotz seiner Versprechungen, sich gewandelt zu haben, verlor seine Partei. Weitere Versuche von Gairy und seiner Partei, die politische Macht wiederzuerlangen (1990 und 1995), blieben ebenso erfolglos.
Gairy starb 1997 in Grand Anse.